# Rick Robey
Frederick Robert Robey, detto Rick (Coral Gables, 30 gennaio 1956), è un ex cestista statunitense, professionista nella NBA.

## Carriera
Venne selezionato dagli Indiana Pacers al primo giro del Draft NBA 1978 (3ª scelta assoluta).
Con gli Stati Uniti ha disputato i Giochi panamericani di Città del Messico 1975.

## Statistiche

### NBA

#### Regular Season
| Anno       | Squadra        | PG  | PT | MP   | TC%  | 3P% | TL%  | RP  | AP  | PRP | SP  | PP   |
| ---------- | -------------- | --- | -- | ---- | ---- | --- | ---- | --- | --- | --- | --- | ---- |
| 1978-1979  | Indiana Pacers | 43  | -  | 19,7 | 47,5 | -   | 74,4 | 5,9 | 1,2 | 0,6 | 0,3 | 8,6  |
| 1978-1979  | Boston Celtics | 36  | -  | 25,4 | 48,1 | -   | 81,6 | 7,2 | 2,2 | 0,6 | 0,1 | 12,4 |
| 1979-1980  | Boston Celtics | 82  | 27 | 23,4 | 52,1 | 0,0 | 68,4 | 6,5 | 1,1 | 0,6 | 0,2 | 11,5 |
| 1980-1981† | Boston Celtics | 82  | 4  | 19,1 | 54,5 | 0,0 | 57,4 | 4,8 | 1,5 | 0,5 | 0,2 | 9,0  |
| 1981-1982  | Boston Celtics | 80  | 4  | 14,8 | 49,3 | 0,0 | 53,5 | 3,7 | 0,9 | 0,3 | 0,2 | 5,7  |
| 1982-1983  | Boston Celtics | 59  | 6  | 14,5 | 46,7 | -   | 57,7 | 3,7 | 1,1 | 0,2 | 0,1 | 4,2  |
| 1983-1984  | Phoenix Suns   | 61  | 4  | 14,0 | 54,5 | 100 | 69,3 | 3,2 | 1,1 | 0,3 | 0,2 | 5,6  |
| 1984-1985  | Phoenix Suns   | 4   | 0  | 12,0 | 22,2 | -   | 50,0 | 2,0 | 1,3 | 0,5 | 0,0 | 1,3  |
| 1985-1986  | Phoenix Suns   | 46  | 1  | 13,7 | 37,7 | 0,0 | 68,8 | 3,2 | 1,3 | 0,4 | 0,1 | 3,8  |
| Carriera   | Carriera       | 493 | 46 | 17,9 | 50,1 | -   | 65,0 | 4,7 | 1,2 | 0,4 | 0,2 | 7,6  |

#### Playoffs
| Anno     | Squadra        | PG | PT | MP   | TC%  | 3P% | TL%  | RP  | AP  | PRP | SP  | PP  |
| -------- | -------------- | -- | -- | ---- | ---- | --- | ---- | --- | --- | --- | --- | --- |
| 1980     | Boston Celtics | 9  | -  | 16,8 | 45,3 | 0,0 | 50,0 | 3,6 | 1,1 | 0,8 | 0,3 | 6,1 |
| 1981†    | Boston Celtics | 17 | -  | 15,6 | 43,2 | -   | 45,7 | 3,5 | 0,7 | 0,1 | 0,3 | 5,1 |
| 1982     | Boston Celtics | 12 | -  | 10,2 | 52,5 | -   | 76,5 | 2,4 | 0,3 | 0,2 | 0,3 | 4,6 |
| 1983     | Boston Celtics | 5  | -  | 5,8  | 0,0  | 0,0 | 50,0 | 1,6 | 0,2 | 0,0 | 0,0 | 0,4 |
| 1984     | Phoenix Suns   | 10 | -  | 4,3  | 43,8 | 0,0 | 50,0 | 1,0 | 0,2 | 0,2 | 0,0 | 1,8 |
| Carriera | Carriera       | 53 | -  | 11,5 | 44,8 | 0,0 | 53,8 | 2,6 | 0,5 | 0,2 | 0,2 | 4,1 |

## Palmarès
- Campione NIT (1976)
- Campione NCAA (1978)
- NCAA AP All-America Third Team (1978)
- Campionato NBA: 1

Boston Celtics: 1981